# Valerija Zabruskovová
Valerija Valerijevna Zabruskovová (rusky Валерия Валерьевна Забрускова, * 29. července 1975, Postupim) je ruská atletka, oštěpařka. Její osobní rekord je 64,49 m, kterého dosáhla v červnu 2003 v Tule.

## Účasti ve velkých závodech
| Rok  | Závod                        | Místo  | Umístění    | Výkon   |
| ---- | ---------------------------- | ------ | ----------- | ------- |
| 2003 | Mistrovství světa v atletice | Paříž  | 9.          | 59,51 m |
| 2003 | Světové atletické finále     | Monako | 6.          | 60,67 m |
| 2004 | Olympijské hry               | Athény | kvalifikace | 57,53 m |
| 2004 | Světové atletické finále     | Monako | 7.          | 58,63 m |
| 2009 | Mistrovství světa v atletice | Berlín | kvalifikace | 52,87 m |